# Georg Simon (Badminton)
Georg Simon (* 6. Februar 1957 in Saarlouis) ist ein deutscher Badmintonspieler.

## Karriere
Georg Simon gewann von 1973 bis 1979 mehr als ein Dutzend Medaillen bei deutschen Juniorenmeisterschaften. Bei den deutschen Hochschulmeisterschaften war er fünf Mal erfolgreich. Mit TuS Wiebelskirchen wurde er 1977, 1978, 1979 und 1982 deutscher Vizemannschaftsmeister. In den Einzeldisziplinen gewann er 1979 und 1980 Silber, 1983 und 1985 Bronze.

## Sportliche Erfolge
| Saison    | Veranstaltung                     | Disziplin    | Platz | Name |
| --------- | --------------------------------- | ------------ | ----- | --- |
| 1972/1973 | Deutsche Einzelmeisterschaft U18  | Mixed        | 2     | Georg Simon / Gabi Knapp (TuS Wiebelskirchen)                                                                                                   |
| 1973/1974 | Deutsche Einzelmeisterschaft U18  | Herrendoppel | 2     | Georg Simon / Raimund Strang (TuS Wiebelskirchen / TV Überherrn)                                                                                |
| 1974/1975 | Deutsche Einzelmeisterschaft U18  | Herrendoppel | 2     | Georg Simon / Raimund Strang (TuS Wiebelskirchen)                                                                                               |
| 1974/1975 | Deutsche Einzelmeisterschaft U22  | Herreneinzel | 2     | Georg Simon (TuS Wiebelskirchen) |
| 1974/1975 | Deutsche Einzelmeisterschaft U18  | Herreneinzel | 1     | Georg Simon (TV Überherrn) |
| 1974/1975 | Deutsche Einzelmeisterschaft U18  | Mixed        | 1     | Georg Simon / Monika Noethgen (TV Überherrn / Dormagener BG 62)                                                                                 |
| 1975/1976 | Deutsche Einzelmeisterschaft U22  | Herreneinzel | 2     | Georg Simon (TuS Wiebelskirchen) |
| 1975/1976 | Deutsche Einzelmeisterschaft U22  | Herrendoppel | 1     | Georg Simon / Michael Budczinski (TuS Wiebelskirchen / Badminton Club Kleve)                                                                    |
| 1976/1977 | Deutsche Einzelmeisterschaft U22  | Herrendoppel | 2     | Michael Budczinski / Georg Simon (BC Kellen / TuS Wiebelskirchen)                                                                               |
| 1976/1977 | Deutsche Einzelmeisterschaft U22  | Herreneinzel | 1     | Georg Simon (TuS Wiebelskirchen) |
| 1976/1977 | Deutsche Mannschaftsmeisterschaft | Mannschaft   | 2     | TuS Wiebelskirchen (Karl Geisler, Arno Schley, Helmut Streit, Georg Simon, Juniarto Suhandinata, Vera Martini, Ingeborg Schley, Monika Peiffer) |
| 1977/1978 | Deutsche Mannschaftsmeisterschaft | Mannschaft   | 2     | TuS Wiebelskirchen (Karl Geisler, Arno Schley, Helmut Streit, Georg Simon, Juniarto Suhandinata, Vera Martini, Ingeborg Schley, Monika Peiffer) |
| 1977/1978 | Deutsche Einzelmeisterschaft U22  | Herreneinzel | 1     | Georg Simon (TuS Wiebelskirchen) |
| 1977/1978 | Deutsche Einzelmeisterschaft U22  | Herrendoppel | 1     | Rolf Heyer / Georg Simon (TB Rheinhausen / TuS Wiebelskirchen)                                                                                  |
| 1977/1978 | Deutsche Hochschulmeisterschaften | Herreneinzel | 1     | Georg Simon (Uni Saarbrücken) |
| 1977/1978 | Deutsche Hochschulmeisterschaften | Herrendoppel | 1     | Georg Simon / Michael Budczinski (Uni Saarbrücken / Uni Bochum)                                                                                 |
| 1978      | Polish International              | Herrendoppel | 1     | Georg Simon / Rolf Heyer |
| 1978      | Polish International              | Herreneinzel | 1     | Georg Simon |
| 1978/1979 | Deutsche Mannschaftsmeisterschaft | Mannschaft   | 2     | TuS Wiebelskirchen |
| 1978/1979 | Deutsche Einzelmeisterschaft U22  | Herrendoppel | 1     | Georg Simon / Olaf Rosenow (TuS Wiebelskirchen / TV Mainz-Zahlbach)                                                                             |
| 1978/1979 | Deutsche Einzelmeisterschaft      | Herrendoppel | 2     | Georg Simon (TuS Wiebelskirchen) / Olaf Rosenow (TV Mainz-Zahlbach)                                                                             |
| 1979/1980 | Deutsche Hochschulmeisterschaften | Mixed        | 1     | Georg Simon / Regina Saddeler (Uni Saarland / DSHS Köln)                                                                                        |
| 1979/1980 | Deutsche Hochschulmeisterschaften | Herreneinzel | 1     | Georg Simon (Uni Saarland) |
| 1979/1980 | Deutsche Einzelmeisterschaft      | Herrendoppel | 2     | Georg Simon (TuS Wiebelskirchen) / Olaf Rosenow (GW Wiesbaden)                                                                                  |
| 1980/1981 | Deutsche Hochschulmeisterschaften | Herreneinzel | 1     | Georg Simon (Uni Saarland) |
| 1981/1982 | Deutsche Mannschaftsmeisterschaft | Mannschaft   | 2     | TuS Wiebelskirchen (Aslim, Dihardja, Karl Geisler, Georg Simon, Vera Martini, Ingeborg Bleymehl-Schley, Monika Peiffer)                         |
| 1982/1983 | Deutsche Einzelmeisterschaft      | Herrendoppel | 3     | Georg Simon / Olaf Rosenow (TuS Wiebelskirchen / TV Mainz-Zahlbach)                                                                             |
| 1984/1985 | Deutsche Einzelmeisterschaft      | Mixed        | 3     | Georg Simon / Vera Martini (TuS Wiebelskirchen)                                                                                                 |
| 2002/2003 | Deutsche Einzelmeisterschaft O45  | Herrendoppel | 1     | Karl-Heinz Fix / Georg Simon (1. BV Maintal / TV Bous)                                                                                          |